# Canton de Menton-Est
Le canton de Menton-Est est une ancienne division administrative française, située dans le département des Alpes-Maritimes et la région Provence-Alpes-Côte d'Azur. 

## Histoire
Le canton est créé par le décret du 21 février 1997 qui sépare le canton de Menton en deux (avec le canton de Menton-Ouest). Il disparait lors du redécoupage cantonal de 2014 qui recrée le canton de Menton.

## Composition
Le canton de Menton-Est se composait d’une fraction de la commune de Menton et d'une autre commune. Il comptait 25 893 habitants (population municipale) au 1er janvier 2012.
| Nom                | Code Insee | Intercommunalité           | Population (dernière pop. légale)               |
| ------------------ | ---------- | -------------------------- | ----------------------------------------------- |
| Menton (chef-lieu) | 06083      | CA de la Riviera française | Fraction : 24 930(2012) Commune : 28 563 (2014) |
| Castellar          | 06035      | CA de la Riviera française | 978 (2014)                                      |

## Représentation
| Période   | Identité           | Parti                    | Qualité                                                                                                  |
| --------- | ------------------ | ------------------------ | --- |
| 1998-2015 | Colette Giudicelli | UDF puis UDF-DL puis UMP | Adjointe au maire de Menton Sénatrice des Alpes-Maritimes (2008-2020) Vice-présidente du Conseil général |

## Démographie
| 1999   | 2006   | 2011   | 2012   |
| ------ | ------ | ------ | ------ |
| 24 999 | 23 479 | 25 572 | 25 893 |